# بال أندريه هيلاند
بال أندريه هيلاند (بالنرويجية البوكمول: Pål André Helland)‏ هو لاعب كرة قدم نرويجي في مركز الوسط، ولد في 4 يناير 1990 في تروندهايم في النرويج. شارك مع Norway national under-15 association football team ‏ ومنتخب النرويج تحت 17 سنة لكرة القدم ومنتخب النرويج تحت 18 سنة لكرة القدم ومنتخب النرويج تحت 19 سنة لكرة القدم ومنتخب النرويج لكرة القدم. أما مع النوادي، فقد لعب مع نادي روسنبورغ.

## وصلات خارجية
- بال أندريه هيلاند على موقع الاتحاد الأوربي (الإنجليزية)
- بال أندريه هيلاند على موقع اتحاد النرويج (النرويجية)
- بال أندريه هيلاند على موقع قاعدة بيانات كرة القدم.إي يو (الإنجليزية)
- بال أندريه هيلاند على موقع ناشيونال فوتبول تيمز (الإنجليزية)
- بال أندريه هيلاند على موقع Soccerbase.com (لاعب) (الإنجليزية)
- بال أندريه هيلاند على موقع Soccerway.com (الإنجليزية)
- بال أندريه هيلاند على موقع AS.com (الإسبانية)